# Phascolion gerardi
Phascolion gerardi är en stjärnmaskart som beskrevs av Rice 1993. Phascolion gerardi ingår i släktet Phascolion och familjen Phascoliidae. Inga underarter finns listade i Catalogue of Life.